# Coenosia atritibia
Coenosia atritibia este o specie de muște din genul Coenosia, familia Muscidae, descrisă de Ringdahl în anul 1926. Conform Catalogue of Life specia Coenosia atritibia nu are subspecii cunoscute.